# Incident de Rendlesham

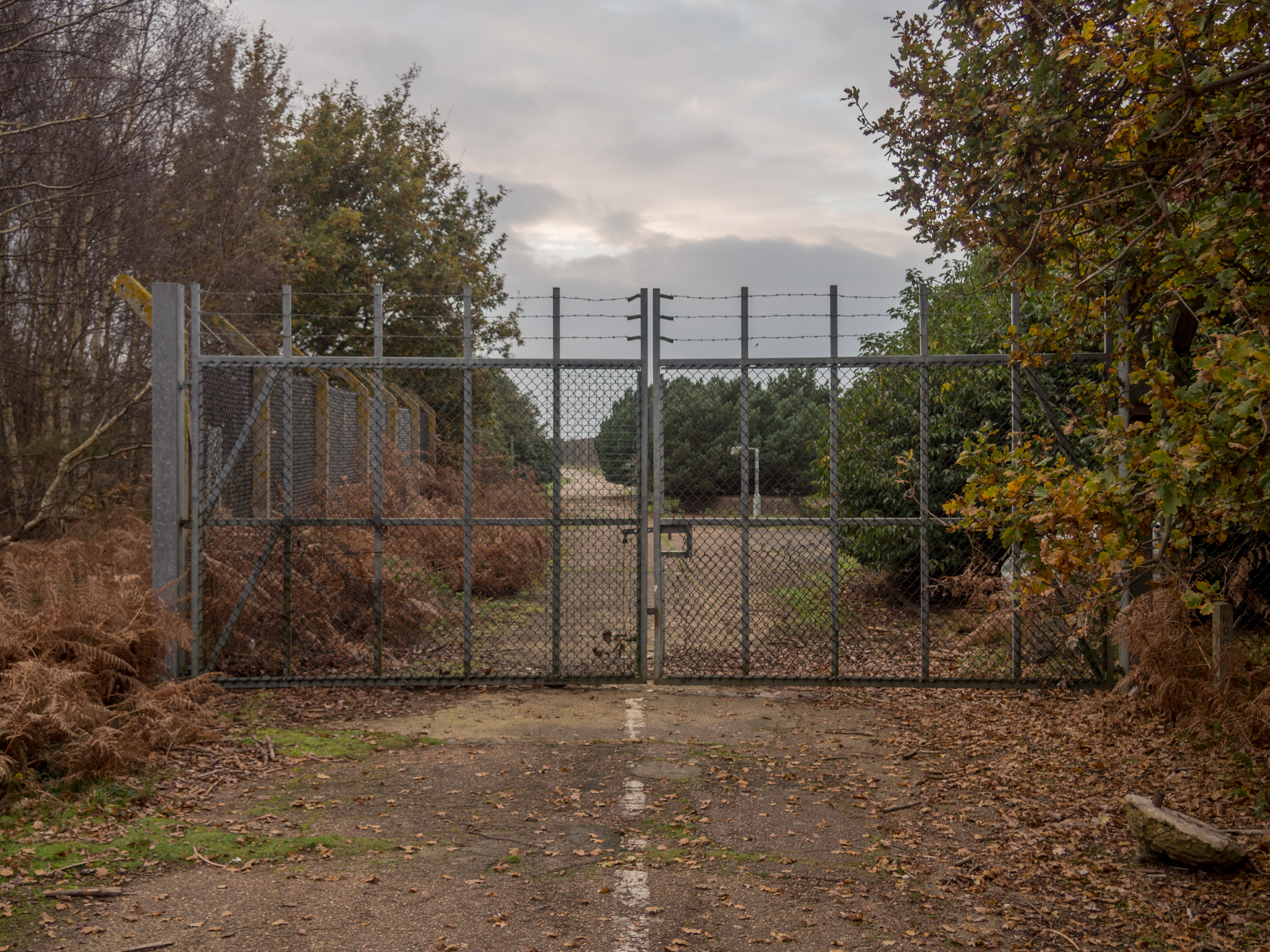
L'entrée Est de la base Woodbridge en novembre 2014.

L'incident de Rendlesham se déroula dans le Suffolk, dans le sud-est de l'Angleterre, les nuits du 27 et du 28 décembre 1980. Un détachement de militaires américains prétendit avoir observé aux alentours de la base aérienne de Woodbridge différents phénomènes inexpliqués.
C'est le cas le plus célèbre d'observation d'un ovni présumé en Grande-Bretagne, comparable en importance à l'affaire de Roswell aux États-Unis (on parle parfois de « Roswell britannique »).
L'enquêtrice ufologue Jenny Randles, pour sa part, soutient qu'aucun aéronef non terrestre n'a été observé dans la forêt de Rendlesham et que l'origine de l'affaire est une série de perceptions erronées d'événements ordinaires observés dans des circonstances peu ordinaires,.

## Cadre

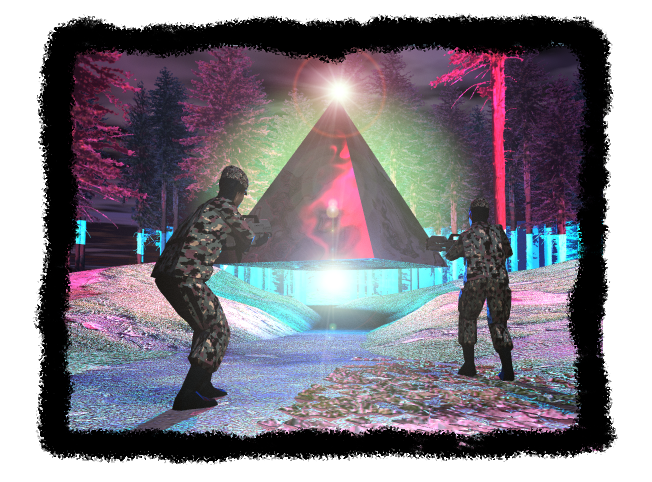
Vision d'artiste du prétendu incident.

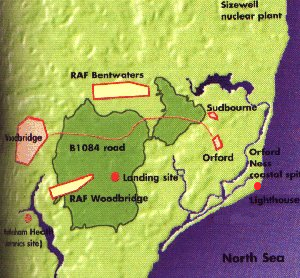
Emplacement de l'incident.

La forêt de Rendlesham est la propriété de la Commission des forêts du Royaume-Uni. Elle s'étend sur environ 15 km2 et comprend des plantations de conifères alternant avec des feuillus, des landes et des marais.
Les événements se déroulèrent au voisinage de deux anciennes bases aériennes, la base de Bentwaters, au nord de la forêt, et la base de Woodbridge à l'ouest de celle-ci, base dont la piste s'enfonce dans la forêt dans la direction de l'est. À l'époque de la guerre froide, les deux bases étaient occupées par l'armée de l'air des États-Unis et hébergeaient les bombardiers et les chasseurs qui patrouillaient au-dessus de la mer du Nord. Elles se trouvaient sous le commandement du colonel Gordon E. Williams. Le commandant de la base était le colonel Ted Conrad, son adjoint étant le lieutenant-colonel Charles I. Halt (en).
Les principaux événements, notamment l'atterrissage supposé, eurent lieu dans la forêt près de la base de Woodbridge, à 500 m à l'est de l'entrée Est. La forêt s'étend sur environ 1,6 km au-delà de l'entrée Est, jusqu'à un champ où se déroulèrent d'autres événements.
Le phare de la péninsule d'Orford Ness, que les sceptiques identifient comme étant la source de la lumière clignotante aperçue au large de la côte par des aviateurs, se trouve dans la même ligne de visée à environ 8 km plus à l'Est de l'orée de la forêt.

## Observations et témoignages

### Ébruitement de l'affaire
Ce n'est qu'en octobre 1983, trois ans après les faits, que l'affaire est portée à l'attention du grand public, faisant la « une » du journal populaire britannique News of the World proclamant « UFO Lands in Suffolk - and That's Official » (« Officiel ! Un ovni a atterri dans le Suffolk »). L'informateur du journal est un ancien aviateur américain, Larry Warren, qui cache son identité réelle sous le pseudonyme d'Art Wallace. L'article fut suivi, en 1984, par un livre intitulé Sky Crash: A Cosmic Conspiracy et ayant pour auteurs Brenda Butler, Jenny Randles et Dot Street. Il reposait en partie sur les séances d'hypnose conduites sur la personne de Larry Warren, dont le colonel Halt lui-même devait, en 2011, mettre en doute le fait qu'il ait été témoin de quoi que ce soit.

### Rapport du colonel Halt
Un exemplaire du rapport du colonel Halt (the Halt memo), intitulé Unexplained Lights (« lumières inexpliquées ») et daté du 13 janvier 1981 (soit 15 jours après les événements) est déconfidentialisé en juin 1983 par le ministère de la Défense, en vertu de la loi sur la liberté d'information (Freedom Of Information Act ou FOIA) qui permet aux citoyens de demander à consulter, au bout d'une période donnée, des documents confidentialisés. Le délai de deux semaines explique peut-être les erreurs de dates et d'heures qu'il contient.
27 décembre 1980
Tôt dans la matinée du 27 décembre 1980 (en fait le 26), des  patrouilleurs du service de sécurité voient des lumières inhabituelles à l'extérieur de l'entrée arrière de la base aérienne de Woodbridge. Pensant à un avion qui s'est écrasé ou qui a fait un atterrissage forcé, ils contactent la tour de contrôle de la base qui leur répond qu'aucun vol n'est en cours. D'après le rapport, les deux gardes s'approchant de la source lumineuse, aperçoivent un objet d'apparence métallique et de forme triangulaire qui illumine la forêt d'une lumière blanche. Large de deux à trois mètres à la base et haut d'environ deux mètres, l'objet possède une lumière rouge pulsante sur le dessus et une rangée de lumières bleues en dessous et stationne au-dessus du sol ou repose sur des béquilles. À l'approche des gardes, il se dérobe et disparaît dans la forêt. C'est alors que les animaux d'une ferme voisine sont pris d'une agitation folle.
28 décembre 1980
Le lendemain, le colonel Halt (qui n'a pas assisté au premier incident) rassemble une équipe de militaires pour aller enquêter sur les lieux. Un soldat équipé d'un compteur Geiger relève, le lendemain, là où se trouvait l'objet, une ionisation de 0,1 milliröntgen, notamment dans trois creux disposés en triangle et au centre. Des marques de brûlures sont repérées sur des arbres et donnent lieu à des relevés. Dans la soirée, on aperçoit à travers les arbres comme un soleil rouge qui se déplace en pulsant. Halt rapporte que l'objet donne l'impression de projeter des particules lumineuses puis se sépare en cinq objets avant de disparaître. Tout de suite après, on aperçoit comme trois étoiles dans le ciel, deux au nord et une au sud. Les objets au nord restent dans le ciel pendant un peu plus d'une heure, celui au sud reste visible deux ou trois heures durant, émettant de temps à autre un rayon lumineux vers le sol.

### Lettre de la police du Suffolk
À la suite d'une demande d'informations que lui avait envoyée Ian Ridpath le 3 novembre 1983, le chef de la police du Suffolk à Ipswich lui indiqua que ses services avaient été contactés à 4 h 11 du matin le 26 décembre 1980 par la base aérienne de Bentwaters (le lieu de l'atterrissage présumé se trouvant hors de la juridiction de la base). Leur message disait : « Nous observons des lumières insolites dans le ciel, nous avons envoyé des soldats non armés pour enquêter, nous pensons qu'il s'agit d'un ovni ». Dépêchés immédiatement sur place, des agents de police déclarèrent n'avoir trouvé aucun ovni et que la seule lumière visible était celle du phare. Puis, à 10 h 30 du matin, avertie par Bentwaters que le site de l'atterrissage avait été trouvé, la police y envoya un de ses agents, lequel déclara que les indentations trouvées sur place pouvaient avoir été laissées par des animaux.

### Déclarations des gardes de Woodbridge
Cinq des gardes américains concernés par les événements du 26 décembre 1980 remirent une déclaration écrite à l'issue de la première nuit. Il s'agit d'une part de John Burroughs, Jim Penniston et Edward N. Cabansag, qui s'enfoncèrent dans la forêt, et d'autre part de J. D. Chandler et Fred A. Buran, qui, depuis l'orée de la forêt, restèrent en communication avec leurs collègues partis en exploration. Selon ces documents, les gardes suivirent une lumière inconnue qui s'avéra plus lointaine qu'ils ne le pensaient et qu'ils finirent par identifier comme étant la lumière du phare d'Orford Ness. Il n'est question ni de rencontre avec un engin ayant atterri, ni de coupure dans les communications avec la base, ni de plage de temps manquante (missing time), autant d'éléments qui devaient venir embellir l'affaire par la suite. Ces témoignages servirent de base au rapport remis par le lieutenant-colonel Halt à ses supérieurs le 13 janvier 1981. Plusieurs points se dégagent de ces déclarations :
- la date du premier incident est le 26 (Halt s'est trompé) ;
- le seul témoin prétendant avoir vu un engin est Penniston (les autres font état d'une lumière uniquement), lequel Penniston déclara que chaque fois qu'il cherchait à s'approcher de l'objet, celui-ci s'éloignait d'autant (il n'est pas question de rencontre, épisode qu'il rajouta plus tard à son récit)[12].

Plus récemment, Penniston montra à la télévision un petit carnet dont il se serait servi pour consigner par écrit ses observations, mais la chose est démentie par Burroughs. Lors d'apparitions ultérieures à la télé, Burroughs et Penniston déclarèrent que l'engin avait décollé et s'était élevé au-dessus des arbres, alors que dans leurs déclarations de l'époque il n'est question que d'une lumière évoluant parmi les arbres puis disparaissant sans autre forme de procès.
Un sixième témoin des événements de la première nuit est Chris Arnold, l'officier américain qui alerta la police britannique. Interrogé en 1997 par James Eaton, il déclara qu'avec Burroughs il s'était avancé dans la forêt depuis la porte Est de la base de Woodbridge et qu'il n'y avait rien en dehors d'un faisceau de lumière balayant (ils ignoraient qu'il s'agissait d'un phare) et de lumières colorées indéterminées.

### Enregistrement de Halt
En 1984, une copie de ce qu'on devait appeler par la suite l'enregistrement de Halt, fut mise à la disposition des ovnilogues par le colonel Sam Morgan, qui avait succédé à Ted Conrad, le supérieur de Halt. Sur cette bande sont enregistrées par le menu les investigations conduites par Halt dans la forêt le 28 décembre 1980, dont les relevés de radioactivité, l'observation d'une lumière intermittente entre les arbres et d'objets en forme d'étoiles qui évoluaient et scintillaient. Transcrite par le chercheur Ian Ridpath, la bande a été mise en ligne pour écoute, accompagnée d'une analyse méthodique de son contenu. Pour Ian Ridpath, elle ne contient rien qui ne puisse être expliqué et rien qui contredise ses déductions propres. Si certains ovnilogues, comme Georgina Bruni, ont prétendu que la bande était un faux ou qu'elle avait été trafiquée par Halt, celui-ci, pour sa part, a toujours démenti la chose. Cependant, depuis l'ébruitement de l'affaire, Halt n'a fait que l'embellir sous les encouragements des médias et des amateurs d'ovnis dépourvus d'esprit critique.

### Déclaration sous serment de Halt
En juin 2010, Halt signe une déclaration sous serment (affidavit) dans laquelle il consigne ce qu'il se rappelle des événements survenus trente ans plus tôt dans la nuit du 28 décembre 1980. Cependant, ce nouveau récit diffère de ses déclarations antérieures et comporte des incohérences flagrantes.
Halt dit avoir vu trois objets dans le ciel au nord, alors que dans son rapport et son enregistrement il déclarait en avoir vu deux seulement dans cette direction. Il affirme qu'un des objets en forme d'étoile avait projeté à leurs pieds un rayon laser alors que le rapport et l'enregistrement sont muets sur ce point. L'objet au sud, se dirigeant vers Bentwaters, aurait envoyé un rayon lumineux dans l'entrepôt d'armes alors que dans le rapport et l'enregistrement l'objet n'avait pas bougé du sud. Halt omet de signaler qu'un des aviateurs présents, Tim Egervic, a démenti cette histoire de rayon lumineux éclairant l'entrepôt d'armes.
Cette déclaration décrédibilise le récit fait des événements par Halt et montre qu'on ne peut prendre ce dernier au sérieux.

### Réactions officielles
La réaction des autorités britanniques nous est connue à travers les propos du colonel Conrad (le supérieur de Halt), du commandant britannique de la base Donald Moreland, et de Simon Needem, lequel reçut le rapport au service ovni du ministère de la Défense. Le ministère n'effectua qu'une enquête de pure forme, sans interroger les témoins, manifestant par là le peu d'importance qu'il accordait à l'incident. Le rapport resta sans suite, aussi bien chez les Britanniques que chez les Américains.
Le ministère de la défense britannique avait dans un premier temps mis les documents concernant « Rendlesham » en ligne avant de les archiver.
L'armée américaine n'engagea aucune enquête sur cette affaire et répondit aux différents interlocuteurs qu'elle avait cessé d'enquêter sur le phénomène ovni depuis la clôture du projet Blue Book en 1969.

## Interprétations

### Le faisceau de lumière du phare d'Orford Ness

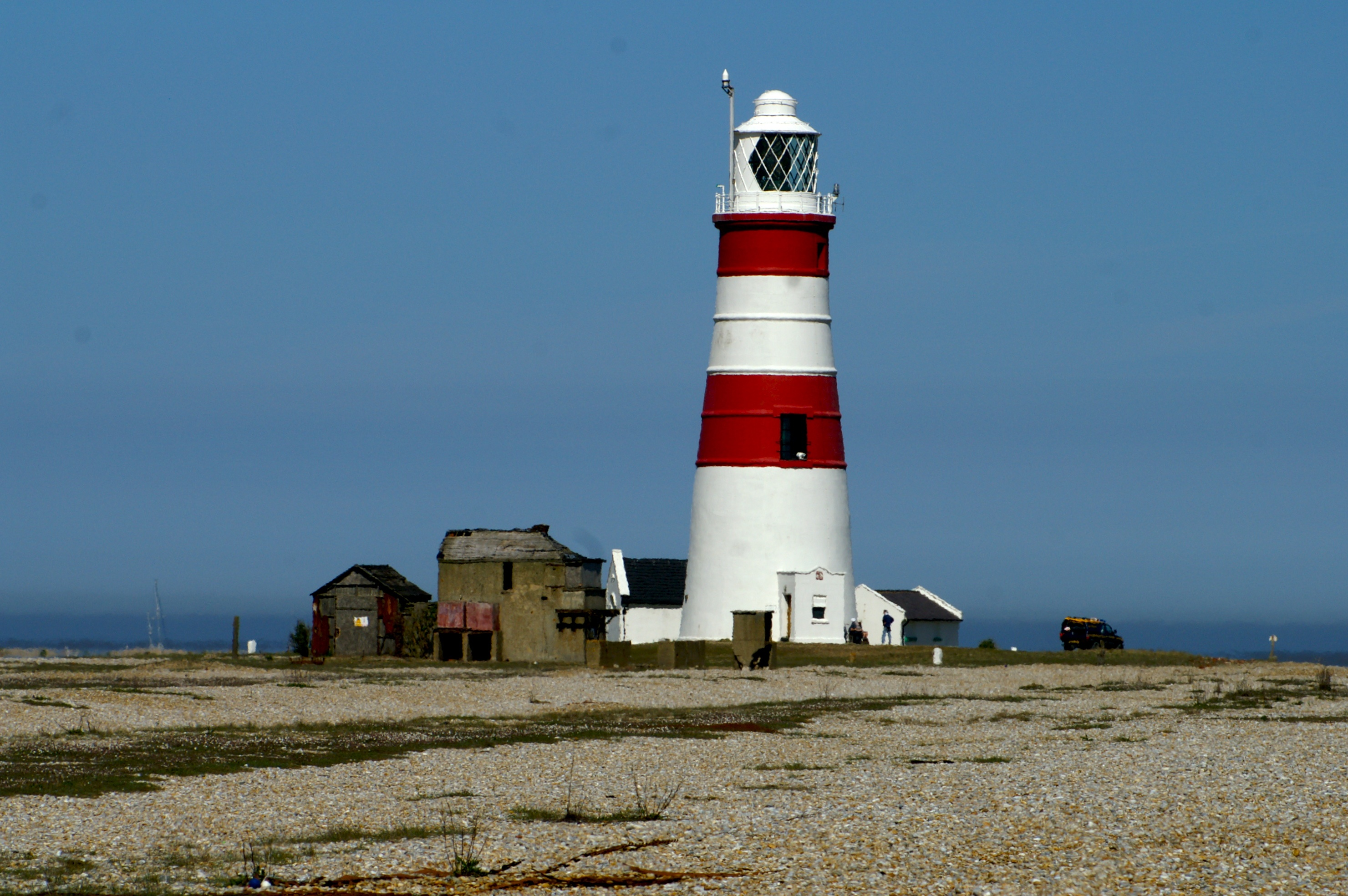
Le phare d'Orford Ness vu depuis le sud-ouest.

En octobre 1983, Ian Ridpath, s'appuyant sur les indications du garde forestier Vince Thurkettle, avança l'hypothèse que les hommes du colonel Halt avaient vu simplement, lors des deux nuits, des jeux de lumières dus au faisceau du phare d'Orford Ness, situé à quelques kilomètres de là et dans la direction duquel ils regardaient. La lumière brillait en effet toutes les cinq secondes, selon le même intervalle que celui signalé pour l'ovni présumé.

### Les marques d'atterrissage: des grattages de lapins
Se basant sur le sentiment du garde forestier Vince Thurkettle et sur l'examen des photos prises par le sergent chef Ray Gulyas, Ian Ridpath est d'avis que les trois petites dépressions ovales (longueur maximale : de 4 à 5 pouces) trouvées sur le site de l'atterrissage supposé à la limite est de la forêt, ne forment pas un triangle symétrique et qu'elles correspondent en fait à des grattages de lapins, faits plusieurs mois auparavant et recouverts d'aiguilles de pin.
Quant aux traces de « brûlures » sur les arbres autour du site de l'atterrissage présumé, elles étaient, selon les sceptiques, des marques faites à la hache dans l'écorce pour indiquer que les arbres étaient bons pour l'abattage.

### La capsule spatiale d'entraînement
Selon Mark Murphy, un présentateur de BBC Radio Suffolk, la base aérienne de Woodbridge hébergeait en 1980 le 67e escadron aérospatial de sauvetage et de récupération (67th Aerospace Rescue and Recovery Squadron), responsable de la récupération de satellites espions mais aussi de la station spatiale Skylab et de la capsule de la fusée lunaire Apollo si celles-ci atterrissaient ailleurs qu'aux États-Unis. Cette équipe s'entraînait à lâcher depuis un hélicoptère une capsule d'entraînement et à récupérer les mannequins à l'intérieur. Lors d'un exercice, la capsule d'entraînement aurait heurté les feux de la piste d'envol et serait devenue instable, ce qui aurait amené l'hélicoptère à s'en délester dans la forêt, où l'équipe serait revenue la récupérer le lendemain.

### Le canular de Kevin Conde

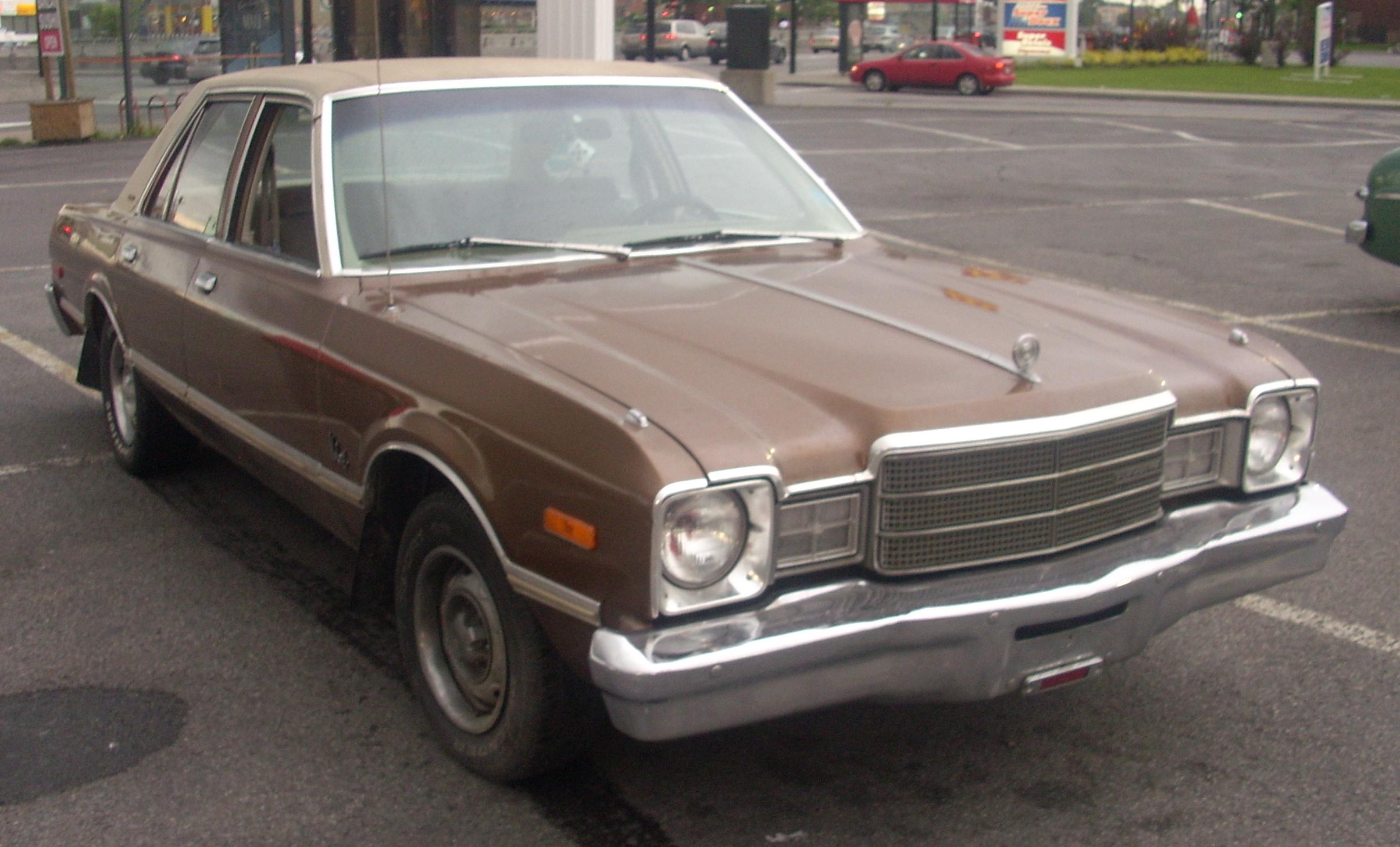
La Plymouth Volare de 1977 dont une version « patrouille de police » aurait été utilisée.

Vingt ans après les événements, en 2003, la BBC se fit l'écho de la déclaration d'un ancien garde de sécurité à Woodbridge, Kevin Conde, selon laquelle il avait fait, avec un collègue, une farce aux autres membres du service de sécurité. Avec son véhicule de patrouille, une Plymouth Volare 1979, ses feux muni de lentilles de couleur et son haut-parleur branché, il avait décrit des cercles sur la piste d'envol enveloppée de brouillard, ce qui avait rendu les animaux « agités »,,.
Cependant, un autre témoin, le sergent John Burroughs, est convaincu qu'il a vu autre chose que les phares d'une voiture de patrouille : « les faisceaux bleus tombant du ciel... Je n'ai jamais entendu parler d'une technologie capable de faire ce que j'ai vu ».
À l'examen, le témoignage de Kevin Conde ne suffit pas à expliquer les événements observés deux nuits durant. L'ancien agent ne donne aucune date précise, les conditions météorologiques qu'il décrit ne correspondent pas à celles qui prévalaient pendant les événements, les lumières observées ne provenaient pas de la piste d'envol de la base.

### Une expérience militaire de manipulation des esprits
Selon Jacques Vallée, l'affaire serait une expérience militaire de manipulation de l'opinion, visant à faire croire à une visite extraterrestre.

### Avis de Nick Pope
Nick Pope (en), qui dirigea de 1991 à 1994 au ministère de la Défense britannique le secrétariat 2A des affaires aériennes, déclare à propos de l'affaire : « Nous savons qu'un ovni a atterri à côté de l'une des installations militaires les plus sensibles de l'OTAN. Nous savons que l'ovni a été vu durant trois nuits consécutives par plusieurs militaires hautement qualifiés, y compris le vice-commandant de la base. Nous savons que des faisceaux lumineux émanant de l'ovni ont heurté le sol à quelques mètres en face du vice-commandant de la base, et que plus tard, l'ovni a été vu projetant des faisceaux lumineux sur la base, en particulier la zone de stockage des armes. Nous savons que l'ovni a été repéré et suivi au radar. Nous savons qu'il y avait des preuves de traces physiques sur le site d'atterrissage, y compris des dégâts et des traces de brûlé sur les arbres, ainsi que des niveaux de radiation plus élevés que la normale. Nous savons que, bien que le gouvernement américain ne veuille toujours pas reconnaître l'incident [...], celui-ci a non seulement fait l’objet d'une enquête diligentée par l'USAF, mais que celle-ci a également soustrait des preuves, sans en informer le gouvernement britannique. »,.

### Revirement de Jenny Randles
Avec le temps, l'enquêtrice Jenny Randles, à l'origine du battage fait autour de l'incident, en est venue finalement à douter qu'il ait été lié à la présence d'extraterrestres : « S'il subsiste encore quelques incertitudes, on peut raisonnablement affirmer qu'aucun aéronef non terrestre n'a été observé dans la forêt de Rendlesham. De même, on peut soutenir, avec assurance, qu'au centre des événements se trouve une série de mauvaises interprétations de choses banales rencontrées dans des circonstances peu banales »,.

### Exposition de John Burroughs à des rayonnements
En mars 2015, Paris-Match reprend une information du Mirror sur l'acceptation par l'Association des anciens combattants des États-Unis et le ministère américain de la Défense du remboursement des frais médicaux d'un collègue du colonel Halt, John Bourroughs, qui affirme avoir été exposé à de forts rayonnements ionisants pendant l'enquête sur l'ovni de Rendlesham et avoir besoin à la suite de cela d'une opération cardiaque. Selon l'avocat de John Burroughs, cette décision sous-entend une reconnaissance de facto de l'existence des ovnis et du fait qu'ils pouvaient causer des blessures physiques.